# 毛宗魯
毛宗魯（1407年—？），字師曾，山東萊州府掖縣人，明朝政治人物。進士出身。

## 生平
宣德四年（1429年）中山東鄉試第二十六名舉人。五年（1430年）丁丑科會試第七十一名，殿試登進士第三甲第四十四名。宣德十年授官監察御史，巡按浙江。正统元年（1436年）五月因考察不及格被免职。
2018年，其墓道碑在平度东阁街道正涧村被发现。

## 家族
曾祖毛時敏，元黃梅縣尹。祖父毛鏞，商河縣學教諭。父毛寅。